# Encyrtinae
Sous-famille
Les Encyrtinae sont une sous-famille d'insectes hyménoptères apocrites de la famille des Encyrtidae.

## Taxinomie
La sous-famille comprend 350 genres et 2 800 espèces.

### Tribu
- Amirini Girault, 1913
- Aphycini Hoffer, 1854
- Bothriothoracini Howard, 1895
- Cerapterocerini Hoffer, 1955
- Cercobelini Hoffer, 1953
- Chalcerinyini Trjapitzin, 1973
- Cheiloneurini
- Copidosomatini Hoffer, 1955
- Discodini Hoffer, 1955
- Ectromatini Ashmead, 1900
- Encyrtini Walker, 1837
- Habrolepidini Hoffer, 1995
- Mayridiini Hoffer, 1955
- Microteryini
- Miraini
- Proleurocerini Trjapitzin, 1973
- Protyndarichoidini Hayat, 2004
- Psilophrydini
- Trechnitini Hoffer, 1955

### Aperçu des genres
- Acerophagus Smith 1880
- Achalcerinys Girault 1915
- Adelencyrtoides Tachikawa & Valentine 1969
- Adelencyrtus Ashmead 1900
- Adencyrtus Prinsloo 1977
- Admirencyrtus Hoffer 1960
- Aenasiella Girault 1914
- Aenasomyiella Girault 1915
- Aesaria Noyes & Woolley 1994
- Aethognathus Silvestri 1915
- Agarwalencyrtus Hayat 1981
- Agekianella Trjapitzin 1981
- Ageniaspis Dahlbom 1857
- Agromyzaphagus Gahan 1912
- Allencyrtus Annecke & Mynhardt 1973
- Allocerchysius Hoffer 1963
- Aloencyrtus Prinsloo 1978
- Amauroencyrtus De Santis 1985
- Ameromyzobia Girault 1916
- Amicencyrtus Hayat 1981
- Amicroterys Myartseva 1983
- Amira Girault 1913
- Ammonoencyrtus De Santis 1964
- Anagyrodes Girault 1915
- Anasemion Annecke 1967
- Andinoencyrtus Blanchard 1940
- Anicetus Howard 1896
- Anisophleps Fidalgo 1981
- Anthemus Howard 1896
- Aphidencyrtoides Ishii 1928
- Aphycinus Trjapitzin 1962
- Aphycoides Mercet 1921
- Aphycomastix De Santis 1972
- Aphycomorpha Timberlake 1919
- Aphycopsis Timberlake 1916
- Aphyculus Hoffer 1954
- Aphycus Mayr 1876
- Apsilophrys De Santis 1964
- Archinus Howard 1897
- Argutencyrtus Prinsloo & Annecke 1974
- Arhopoidiella Noyes 1980
- Arrhenophagoidea Girault 1915
- Arrhenophagus Aurivillius 1888
- Arzonella Pagliano & Scaramozzino 1990
- Aschitus Mercet 1921
- Aseirba Cameron 1884
- Asterolecanobius Tachikawa 1963
- Astymachus Howard 1898
- Atelaphycus Blanchard 1940
- Atropates Howard 1898
- Australanusia Girault 1922
- Australaphycus Girault 1923
- Austrochoreia Girault 1929
- Austroencyrtoidea Girault 1922
- Austroencyrtus Girault 1923
- Austromira Girault 1924
- Avetianella Trjapitzin 1968
- Aztecencyrtus Timberlake 1926
- Baeoanusia Girault 1915
- Baeocharis Mayr 1876
- Baeoencyrtus De Santis 1964
- Beethovena Girault 1932
- Bennettisca Noyes 1980
- Blanchardiscus De Santis 1964
- Blastothrix Mayr 1876
- Blatticidella Gahan & Fagan 1923
- Bolangera Hayat & Noyes 1986
- Borrowella Girault 1923
- Bothriocraera Timberlake 1916
- Bothriophryne Compere 1937
- Bothriothorax Ratzeburg 1844
- Boucekiella Hoffer 1954
- Brachyencyrtus Hoffer 1959
- Brachyplatycerus De Santis 1972
- Brethesiella Timberlake 1920
- Caenohomalopoda Tachikawa 1979
- Caldencyrtus Noyes & Hanson 1996
- Carabunia Waterston 1928
- Casus Noyes & Woolley 1994
- Ceballosia Mercet 1921
- Centencyrtus Noyes & Woolley 1994
- Cerapteroceroides Ashmead 1904
- Cerapterocerus Westwood 1833
- Ceraptroceroideus Girault 1916
- Cerchysiella Girault 1914
- Cerchysius Westwood 1832
- Cercobelus Walker 1842
- Charitopsis Trjapitzin 1969
- Cheiloneurella Girault 1915
- Cheiloneuromyia Girault 1915
- Cheiloneurus Westwood 1833
- Cheilopsis Prinsloo 1983
- Choreia Westwood 1833
- Chrysomelechthrus Trjapitzin 1977
- Cibdeloencyrtus De Santis 1964
- Cicoencyrtus Noyes 1980
- Cirrhencyrtus Timberlake 1918
- Coagerus Noyes & Hayat 1984
- Coccidaphycus Blanchard 1940
- Coccidencyrtus Ashmead 1900
- Coccidoctonus Crawford 1912
- Coccopilatus Annecke 1963
- Coelopencyrtus Timberlake 1919
- Comones Noyes & Woolley 1994
- Comperia Gomes 1942
- Comperiella Howard 1906
- Conchynilla Girault 1923
- Copidosoma Ratzeburg 1844
- Copidosomopsis Girault 1915
- Copidosomyia Girault 1915
- Cowperia Girault 1919
- Cyderius Noyes 1980
- Deilio Noyes & Woolley 1994
- Deloencyrtus De Santis 1967
- Diaphorencyrtus Hayat 1981
- Diasula Noyes & Hayat 1984
- Dionencyrtus De Santis 1985
- Discodes Förster 1856
- Diversinervus Silvestri 1915
- Doddanusia Noyes & Hayat 1984
- Ebito Noyes & Woolley 1994
- Echthrobaccella Girault 1915
- Echthrogonatopus Perkins 1906
- Echthroplexiella Mercet 1921
- Echthroplexis Förster 1856
- Ectroma Westwood 1833
- Encyrtoalces De Santis 1985
- Encyrtoidea Girault 1923
- Encyrtus Latreille 1809
- Epiblatticida Girault 1915
- Epicerchysius Girault 1915
- Epiencyrtus Ashmead 1900
- Epistenoterys Girault 1915
- Epitetracnemus Girault 1915
- Epitetralophidea Girault 1915
- Eremencyrtus Trjapitzin 1972
- Erencyrtus Mahdihassan 1923
- Ethoris Noyes & Hayat 1984
- Eucoccidophagus Hoffer 1963
- Eugahania Mercet 1926
- Euogus Noyes & Woolley 1994
- Eupoecilopoda Novicky & Hoffer 1953
- Euscapularia Hoffer 1976
- Eusemion Dahlbom 1857
- Exoristobia Ashmead 1904
- Forcipestricis Burks 1968
- Formicencyrtus Girault 1916
- Fulgoridicida Perkins 1906
- Gahaniella Timberlake 1926
- Gentakola Noyes & Hayat 1984
- Ginsiana Erdös & Novicky 1955
- Globulencyrtus Hoffer 1976
- Gonzalezia De Santis 1964
- Grissellia Noyes 1980
- Gwala Noyes & Woolley 1994
- Habrolepis Förster 1856
- Habrolepoidea Howard 1894
- Habrolepopteryx Ashmead 1900
- Hadrencyrtus Annecke & Mynhardt 1973
- Hadzhibeylia Myartseva & Trjapitzin 1981
- Haligra Noyes & Hayat 1984
- Helegonatopus Perkins 1906
- Helygia Noyes & Woolley 1994
- Hemencyrtus Ashmead 1900
- Hemileucoceras Hoffer 1976
- Hengata Noyes & Hayat 1984
- Hesperencyrtus Annecke 1971
- Heterococcidoxenus Ishii 1940
- Hexacladia Ashmead 1891
- Hexacnemus Timberlake 1926
- Hexencyrtus Girault 1915
- Homalopoda Howard 1894
- Homalotyloidea Mercet 1921
- Homalotylus Mayr 1876
- Homosemion Annecke 1967
- Hoplopsis De Stefani 1889
- Hypergonatopus Timberlake 1922
- Iceromyia Noyes 1980
- Ilicia Mercet 1921
- Indaphycus Hayat 1981
- Ioessa Erdös 1955
- Islawes Noyes & Woolley 1994
- Isodromoides Girault 1914
- Isodromus Howard 1887
- Ixodiphagus Howard 1907
- Kataka Noyes & Hayat 1984
- Koenigsmannia Trjapitzin 1982
- Kurdjumovia Trjapitzin 1977
- Laccacida Prinsloo 1977
- Lakshaphagus Mahdihassan 1931
- Lamennaisia Girault 1922
- Leefmansia Waterston 1928
- Leiocyrtus Erdös & Novicky 1955
- Leurocerus Crawford 1911
- Lirencyrtus Noyes 1980
- Lochitoencyrtus De Santis 1964
- Lohiella Noyes 1980
- Lombitsikala Risbec 1957
- Mahencyrtus Masi 1917
- Manmohanencyrtus Singh 1995
- Mariola Noyes 1980
- Mashhoodiella Hayat 1972
- Mayrencyrtus Hincks 1944
- Mayridia Mercet 1921
- Melys Noyes & Woolley 1994
- Meniscocephalus Perkins 1906
- Merlen Noyes & Woolley 1994
- Meromyzobia Ashmead 1900
- Mesanusia Girault 1922
- Mesastymachus Girault 1923
- Mesocalocerinus Girault 1922
- Mesorhopella Girault 1923
- Metablastothrix Sugonjaev 1964
- Metanotalia Mercet 1921
- Metaphycus Mercet 1917
- Metapsyllaephagus Myartseva 1980
- Microterys Thomson 1876
- Moorella Cameron 1913
- Mozartella Girault 1926
- Mucrencyrtus Noyes 1980
- Muluencyrtus Noyes & Hayat 1984
- Nassauia Girault 1932
- Nathismusia Noyes & Hayat 1984
- Neabrolepoideus Girault 1917
- Neapsilophrys Noyes 1980
- Neastymachus Girault 1915
- Neblatticida Girault 1915
- Negeniaspidius Trjapitzin 1982
- Neocladella Girault 1915
- Neocladia Perkins 1906
- Neococcidencyrtus Compere 1928
- Neocyrtus Trjapitzin 1985
- Nerissa Trjapitzin 1977
- Nezarhopalus Girault 1915
- Oesol Noyes & Woolley 1994
- Olypusa Noyes & Hayat 1984
- Oobius Trjapitzin 1963
- Ooencyrtus Ashmead 1900
- Oophagus Liao 1987
- Orianos Noyes 1990
- Oriencyrtus Sugonjaev & Trjapitzin 1974
- Ovaloencyrtus Noyes & Hayat 1984
- Ovidoencyrtus Girault 1924
- Paksimmondsius Ahmad & Ghani 1974
- Papaka Noyes 1980
- Papuna Noyes & Hayat 1984
- Parablastothrix Mercet 1917
- Parablatticida Girault 1915
- Parachalcerinys Girault 1925
- Paracladella Girault 1920
- Paraenasomyia Girault 1915
- Paramucrona Noyes 1980
- Paraphaenodiscus Girault 1915
- Paraphycus Girault 1915
- Parasauleia Hoffer 1968
- Paraschedius Mercet 1925
- Parastenoterys Girault 1915
- Paratetracnemoidea Girault 1915
- Paratetralophidea Girault 1915
- Parechthrodryinus Girault 1916
- Parectromoides Girault 1915
- Parencyrtomyia Girault 1915
- Parencyrtus Ashmead 1900
- Pareupelmus Kryger 1951
- Pareusemion Ishii 1925
- Pasulinia Noyes & Hayat 1984
- Pawenus Noyes & Woolley 1994
- Pentacladocerus Erdös 1963
- Pentelicus Howard 1895
- Perpolia Noyes & Woolley 1994
- Phauloencyrtus Girault 1940
- Philosindia Noyes & Hayat 1984
- Pistulina Hoffer 1976
- Plagiomerus Crawford 1910
- Platencyrtus Ferrière 1955
- Prionomastix Mayr 1876
- Prionomitoides Girault 1915
- Prionomitus Mayr 1876
- Prochiloneurus Silvestri 1915
- Proleuroceroides Shafee, Alam & Agarwal 1975
- Proleurocerus Ferrière 1935
- Protyndarichoides Noyes 1980
- Pseudaphycus Clausen 1915
- Pseudectroma Girault 1915
- Pseudencyrtoides Gordh & Trjapitzin 1975
- Pseudencyrtus Ashmead 1900
- Pseudhomalopoda Girault 1915
- Pseudococcobius Timberlake 1916
- Pseudorhopus Timberlake 1926
- Psilophryoidea Compere 1928
- Psilophrys Mayr 1876
- Psyllaephagus Ashmead 1900
- Psyllaphycus Hayat 1972
- Psyllechthrus Ghesquière 1958
- Pulexencyrtus Noyes & Woolley 1994
- Quadrencyrtus Hoffer 1952
- Raffaellia Girault 1922
- Rhopalencyrtoidea Girault 1915
- Rhytidothorax Ashmead 1900
- Ruandella Risbec 1957
- Ruskiniana Girault 1923
- Saera Noyes & Woolley 1994
- Sanghalia Risbec 1955
- Saprencyrtus Noyes & Hayat 1984
- Sarisencyrtus Noyes & Woolley 1994
- Satureia Noyes & Woolley 1994
- Sauleia Sugonjaev 1964
- Scotteus Masi 1917
- Sectiliclava Hoffer 1957
- Semen Hoffer 1954
- Shenahetia Noyes 1980
- Simmondsiella Noyes 1980
- Solenaphycus De Santis 1972
- Solenoencyrtus De Santis 1964
- Spaniopterus Gahan 1927
- Stemmatosteres Timberlake 1918
- Stenoteropsis Girault 1915
- Subprionomitus Mercet 1921
- Syrphophagus Ashmead 1900
- Szelenyiola Trjapitzin 1977
- Tachardiaephagus Ashmead 1904
- Tachardiobius Timberlake 1926
- Tachinaephagus Ashmead 1904
- Tanyencyrtus De Santis 1972
- Tassonia Girault 1921
- Teleterebratus Compere & Zinna 1955
- Tetarticlava Noyes 1980
- Tetracyclos Kryger 1942
- Thomsonisca Ghesquière 1946
- Tineophoctonus Ashmead 1900
- Tobiasia Trjapitzin 1962
- Trechnites Thomson 1876
- Tremblaya Trjapitzin 1985
- Trichomasthus Thomson 1876
- Trigonogaster Guérin-Méneville 1844
- Trjapitzinellus Viggiani 1967
- Tyndarichus Howard 1910
- Tyndaricopsis Gordh & Trjapitzin 1981
- Vietmachus Sugonjaev 1995
- Viggianiola Trjapitzin 1982
- Whittieria Girault 1938
- Xenoencyrtus Riek 1962
- Xenostryxis Girault 1920
- Xerencyrtus Trjapitzin 1972
- Xylencyrtus Annecke 1968
- Zaomma Ashmead 1900
- Zaommoencyrtus Girault 1916
- Zarhopaloides Girault 1915
- Zelaphycus Noyes 1988
- Zelencyrtus Noyes 1988
- Zooencyrtus Girault 1915
- Zozoros Noyes & Hayat 1984